# Officine Grandi Riparazioni di Torino

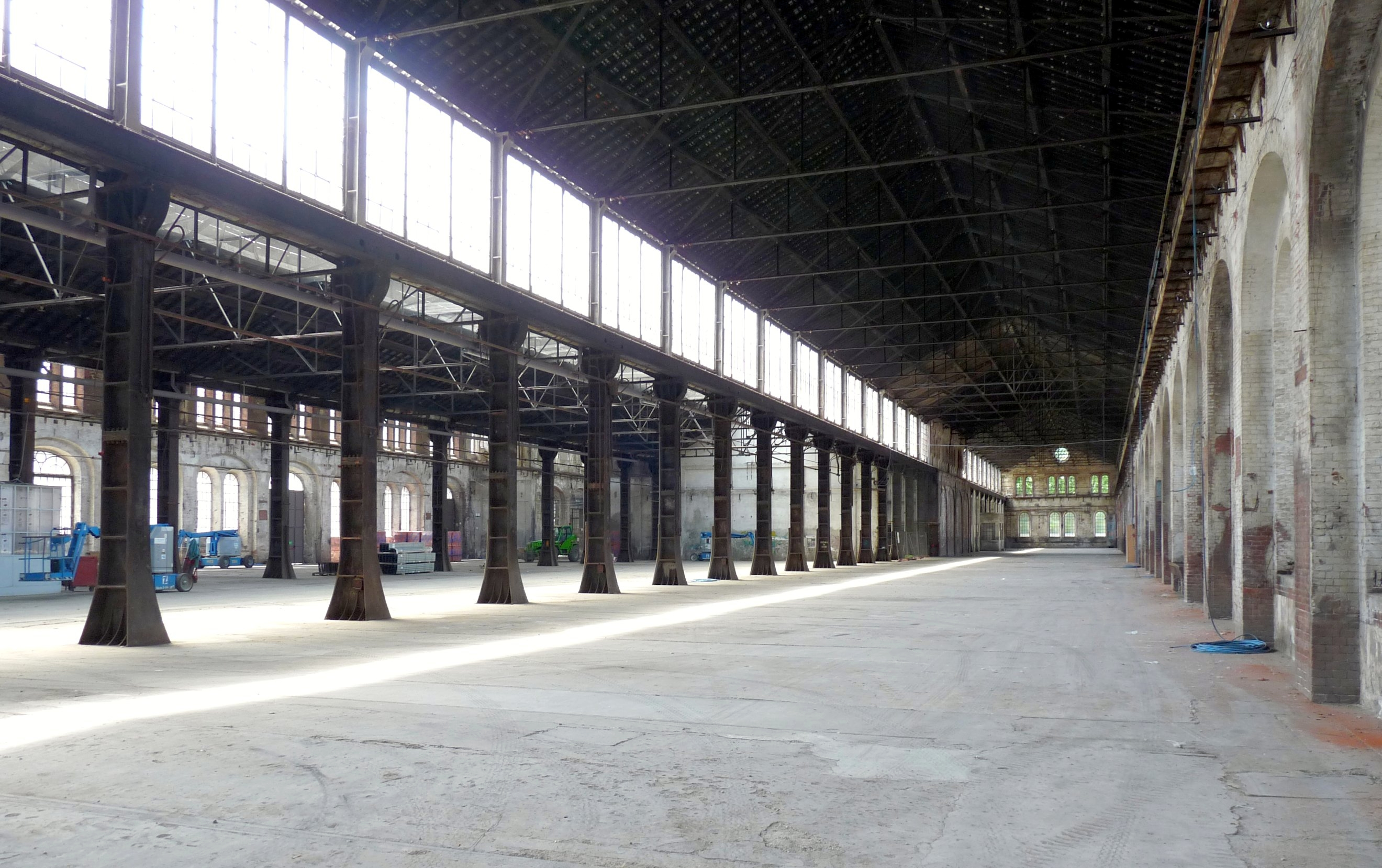
OGR, interno del padiglione H

Le Officine Grandi Riparazioni di Torino (OGR Torino) sono un complesso industriale di fine Ottocento situato a Torino.
Per un secolo, tra la fine dell'Ottocento e i primi anni Novanta, le OGR-Officine Grandi Riparazioni di Torino hanno rappresentato un'eccellenza nel campo della manutenzione di locomotive, automotrici e vagoni ferroviari.

## Storia
In passato le OGR furono stabilimento di manutenzione di veicoli ferroviari, dapprima delle Strade Ferrate dell'Alta Italia (SFAI), poi della Rete Mediterranea (RM) e infine delle Ferrovie dello Stato. All'inizio del XX secolo, furono soprannominate Officine Nuove, per distinguerle dalle già esistenti di Stazione Porta Nuova; si eseguivano qui le grandi riparazioni delle locomotive a vapore e delle locomotive elettriche a corrente alternata trifase. Nel secondo dopoguerra, cessate le attività sui due precedenti tipi di motrici, furono adibite alla manutenzione delle automotrici.
A seguito della chiusura, avvenuta nei primi anni 90, l’abbandono e il degrado portano a prevederne la demolizione, poi scongiurata. Una parte del complesso, originariamente denominata padiglione ad H e oggi comunemente indicata come OGR, è stata utilizzata per ospitare alcune grandi mostre tematiche organizzate nell'ambito delle celebrazioni di "Esperienza Italia 150" per il 150º anniversario dell'Unità d'Italia. 
Il complesso sarà aperto del tutto nell'estate del 2019, al termine dei lavori nella manica sud.
Nel 2015 il progetto O.G.R. si aggiudica il Premio Urbanistica (categoria: QUALITÀ DELLE INFRASTRUTTURE E DEGLI SPAZI PUBBLICI). L'inaugurazione della prima parte dell'opera di recupero, si è svolta il 30 settembre 2017 con il Big Bang, primo appuntamento in programma che ha visto tra gli ospiti Giorgio Moroder, Elisa, Ghali, Omar Souleyman e Chemical Brothers. Nel 2017 le OGR sono state visitate da 100.000 persone. 
L'inaugurazione del nuovo edificio è avvenuta il 30 settembre 2017, con un grande evento chiamato "Big Bang", aprendo al pubblico i nuovi spazi delle Officine restaurate. Le OGR di Torino ospitano all’interno dei loro spazi mostre ed eventi culturali relativi alle arti visive, performative, alla musica e all’ambito educativo.

## La ristrutturazione

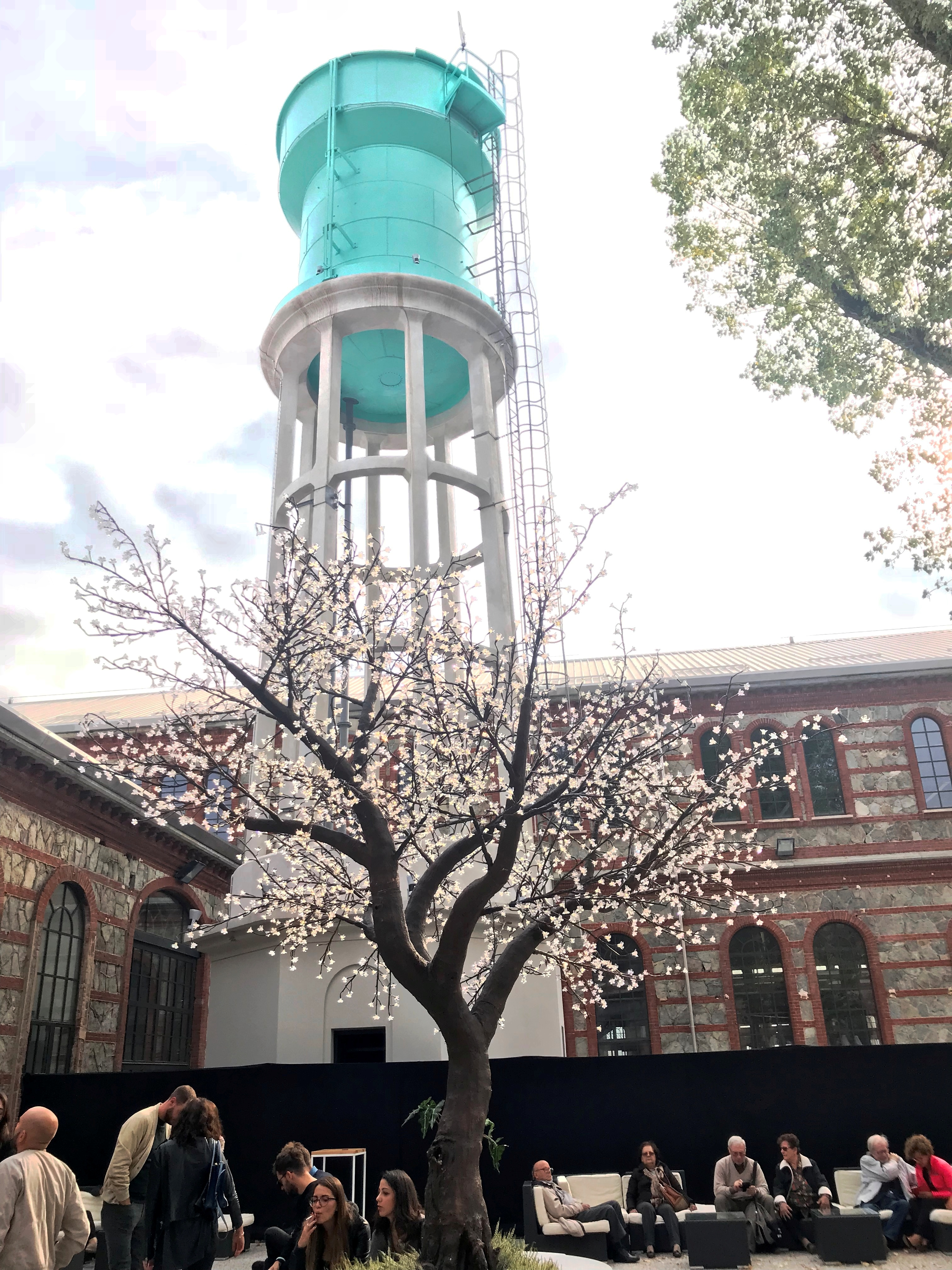
Cortile interno OGR

Nel 2013 la Fondazione CRT acquista l’edificio a forma di H di circa 20.000 m² e 16 metri di altezza, gli uffici e le aree scoperte e, tramite la Società OGR-CRT, ne avvia la riqualificazione funzionale e strutturale.
Sono stati investiti cento milioni di euro dalla Fondazione CRT per la rinascita delle OGR, cercando di integrare soluzioni ad alto contenuto tecnologico, sostenibilità ambientale, salvaguardia del valore storico, flessibilità degli spazi e accessibilità.
Nel 2015 il progetto O.G.R. si aggiudica il Premio Urbanistica (categoria: qualità delle infrastrutture e degli spazi pubblici) mentre il marchio, la brand identity e il progetto di segnaletica interna progettati da studio FM milano sono invece stati selezionati dall’Osservatorio del Design per entrare a far parte dell’ADI Design Index. 
L'inaugurazione della prima parte dell'opera di recupero, si è svolta il 30 settembre 2017 con il Big Bang, primo appuntamento in programma che ha visto tra gli ospiti Giorgio Moroder, Elisa, Ghali, Omar Souleyman e Chemical Brothers. 
Nell'ottobre 2017, dopo tre anni dall’inizio dell’intervento da parte di Fondazione CRT, le OGR riaprono al pubblico. Nel corso dell’anno le OGR sono state visitate da 100.000 persone.
Il complesso sarà aperto del tutto nell'estate del 2019, al termine dei lavori nella manica sud.

## L'area sanitaria temporanea per COVID-19

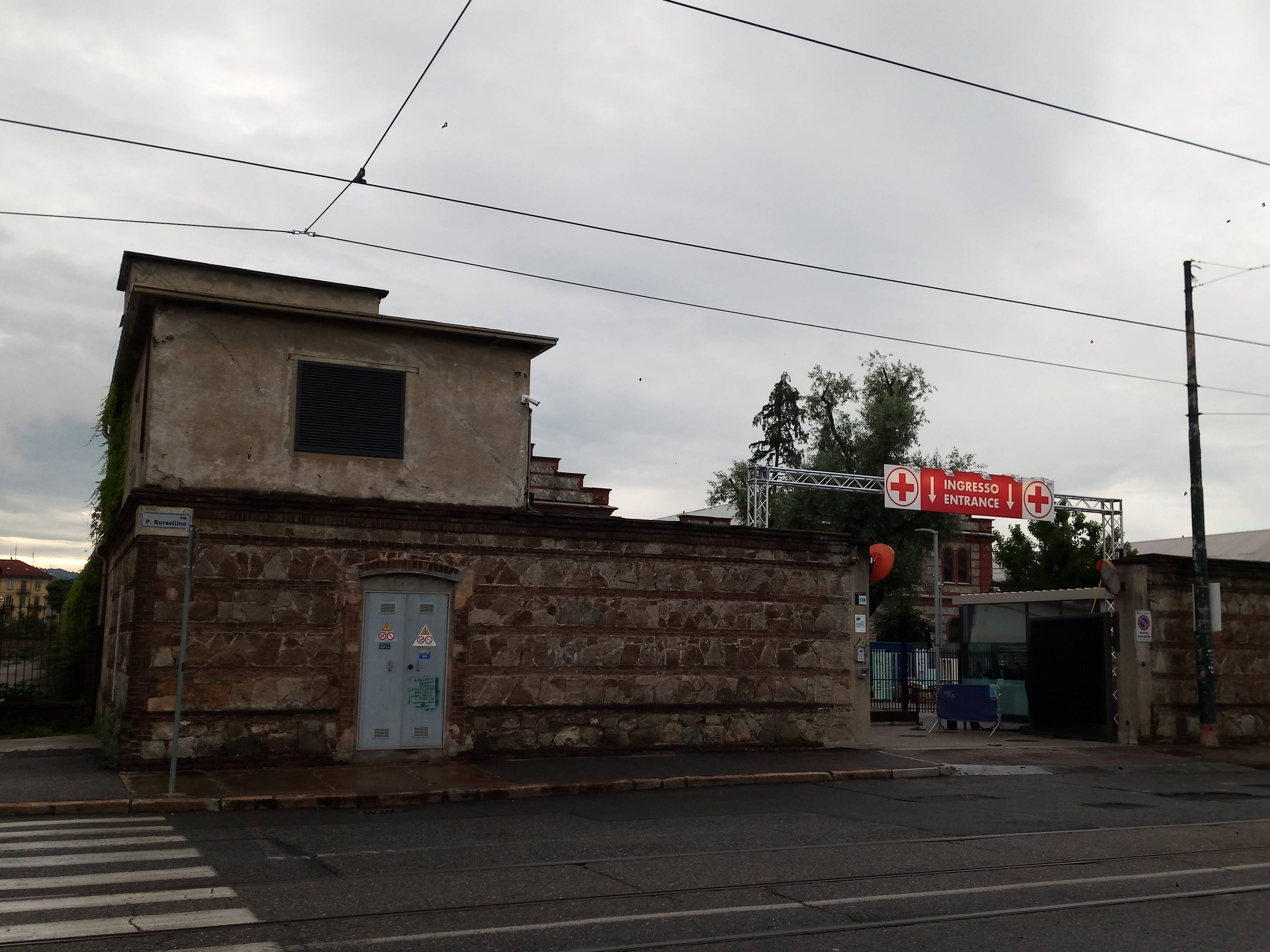
Ingresso dell'ospedale temporaneo per l'emergenza Covid-19 presso le Officine Grandi Riparazioni di Torino

L’Unità di crisi della Regione Piemonte, insieme ad altri enti e alla Fondazione CRT hanno avviato nella mattina del 28 marzo 2020 i sopralluoghi per l'installazione nella struttura di un ospedale temporaneo per affrontare la pandemia di COVID-19. I lavori di allestimento del sito, avviati il 4 aprile 2020, hanno interessato un'area pari a circa 8.900 m²; è stato realizzato un modulo da 92 posti ripartiti in 4 posti di stabilizzazione in emergenza intensiva, 32 posti di terapia subintensiva e 56 posti di degenza ordinaria. L'inaugurazione è avvenuta il 18 aprile 2020. L’ospedale Covid delle Ogr cesserà la sua attività alla scadenza dell'affitto, il 31 luglio, e per affrontare l’eventualità di una nuova emergenza autunnale la struttura verrà trasferita in un'altra area in corso di valutazione.
Oltre a personale sanitario reclutato dalle ASL torinesi e mediante assunzioni temporanee all'uopo, si sono uniti allo staff sin dall'apertura del sito 38 operatori sanitari cubani della Brigada Henry Reeve (contingente specializzato in catastrofi e gravi epidemie creato da Fidel Castro nel 2005), di cui 21 medici e 16 infermieri, accompagnati dal loro coordinatore logistico, che il Ministero della Salute di Cuba ha destinato al Piemonte accogliendo la richiesta formulata dal presidente della Regione Alberto Cirio attraverso l’Ambasciata di Cuba in Italia. La Brigada si è dichiarata disponibile a operare gratuitamente in Piemonte fino a quando sarebbe stato necessario. Il 10 luglio 2020 comunque, allo stabilizzarsi della situazione epidemiologica, la Brigada cessa la propria attività nel polo ospedaliero; il 12 luglio, con una cerimonia presso il Parco Dora, i sanitari cubani vengono fregiati di una medaglia per meriti civili.

## Ogr: da Officine di treni a officine delle idee
Con l’intervento di ristrutturazione e recupero si concretizza il passaggio da ex Officine per la riparazione dei treni a nuove Officine della cultura contemporanea, dell’innovazione e dell’accelerazione d’impresa a vocazione internazionale.

### Le Officine Nord
Gli Spazi delle Officine Nord sono concepiti per essere polifunzionali su un’area complessiva di circa 9.000 metri quadri, luogo di incontro di arti visive e performative, ospitando mostre, spettacoli, concerti eventi di teatro, danza ed esperienze di realtà virtuale immersiva, in una vera e propria digital gallery. In particolare, le arti visive saranno localizzate nei tre “binari” ovest delle Officine Nord, le arti performative nell’ala est, che mantiene l’antica denominazione di “Sala Fucine”. Il cuore delle Officine Nord è il “Duomo”: l’imponente sala alta ben 19 metri – dove i vagoni dei treni venivano posizionati in verticale per le manutenzioni – sarà destinata a simposi, workshop e conferenze. 

### Le Officine Sud
Il nuovo spazio delle Officine Sud, che verrà completato definitivamente nel 2020, ospiterà un incubatore di idee focalizzato su startup, industrie creative e smart data. Nell’area di circa 9.000 m² sarà infatti sviluppato, in collaborazione con partner locali e internazionali, un hub per la ricerca scientifica, tecnologica, industriale focalizzato su tre attività principali: supporto alle startup, creazione di un polo per la formazione e lo sviluppo di progetti nel settore delle industrie creative e sviluppo di un centro di ricerca applicata su smart data.